# Alcyonium repens
Alcyonium repens is een zachte koraalsoort uit de familie Alcyoniidae. De koraalsoort komt uit het geslacht Alcyonium. Alcyonium repens werd in 1941 voor het eerst wetenschappelijk beschreven door Stiasny. 